# ラ・ガリソニエール級装甲艦
ラ・ガリソニエール級装甲艦（La Classe La Galissonnière Cuirassé à coque en fer Class）は、フランス海軍が建造した装甲艦の艦級である。フランス海軍では二等装甲蒸気フリゲートと分類していた。

## 概要
本艦は前級である「Alma級」の改良型であるが、本級から二等装甲艦でありながら舷側に旋回式のバーベットを持つ砲塔装甲艦となった。本級のうち「トリオンファン」は仏清戦争に参加している

## 艦形と武装

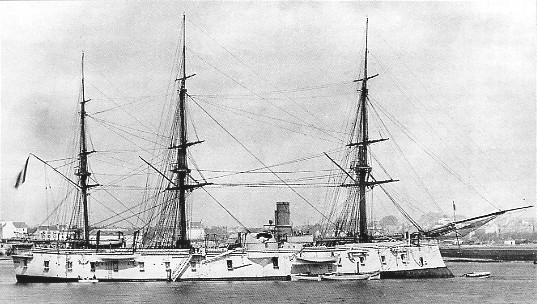
右舷から撮影された近代化改装前の「ラ・ガリソニエール」。本級の24cm主砲のうち2門は旋回砲塔に収められ、広い射界を得ていた。

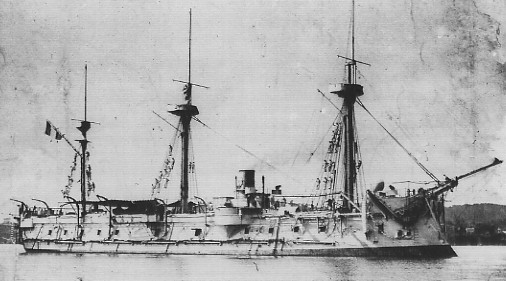
右舷から撮影された近代化改装後の「トリオンファン」。艦首側面に吊り下げられた十字状の物体は主錨。

船体の基本形状は前級と同じく艦首水面下に衝角をもつ平甲板型船体に3本のマストと中央部に1本煙突を持つ当時の一般的なフランス装甲艦の形態である。本級は4,000トン台の小型の艦形でありながら「コルベール級」と同じく、船体中央部に主砲の「1859年型 24cm（19口径）単装砲」を収めた円形のバーベットを持つ。これにより従来の舷側に砲門を持つ艦に比べ、前後方向への主砲火力を持つ事と成った。舷側の砲郭内には24cmが単装砲架で片舷2基ずつ計4基が配置されており、床面には円弧状のレールで24cm砲の砲架を旋回・移動させる事ができ、少ない門数でも砲身を出した砲門を支点として砲尾部を動かすことにより広い射界が得られた。これにより24cm砲を全豪方向に最大2門、舷側方向に最大3門を指向することが出来た。
他の武装は「ラ・ガリソニエール」のみ「1859年型 1870年型 12cm（-口径）砲」を舷側砲郭部に片舷2基装備していたが、「トリオンファン」と「ビクトリーズ」は艦首に開けた砲門から「1858年型 19.3cm（-口径）砲」を単装砲架で1基を装備しており、砲郭部に新開発の「13.8cm（-口径）砲」を単装砲架で5基装備していた。他に近接戦闘用にオチキス社製のガトリング砲「オチキス 3.7cm（23口径）回転式機砲」を6基装備していた。後に対艦攻撃用に35.6cm単装魚雷発射管が4基搭載された。

## 同型艦
- ラ・ガリソニエール (La Galissonnière)

1868年7月22日にブレスト海軍造船所にて起工、1872年5月進水、1874年竣工、1894年解体。
- トリオンファン (Triomphante)

1869年8月5日にロシュフォール造船所にて起工、1877年3月28日進水、1879年竣工、1903年除籍後、解体業者に売却。
- ビクトリーズ (Victorieuse)

1869年8月5日にトゥーロン造船所にて起工、1877年3月28日進水、1877年竣工、1900年除籍後、解体業者に売却。

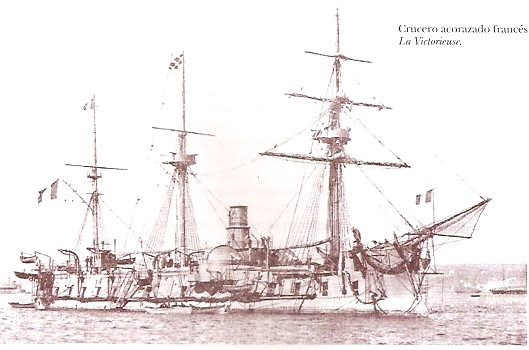
ブエノスアイレスで撮られた「ビクトリーズ」。

## 参考図書
- 「世界の艦船増刊　フランス戦艦史」（海人社）
- 「Conway All The World's Fightingships 1860-1905」（Conway）